# Río Alhama (afluente del Cacín)
El río Alhama, también llamado río Marchán, es un río del sur de España de la cuenca hidrográfica del Guadalquivir, que discurre en su totalidad por el territorio del oeste de la provincia de Granada. 

## Curso
Tiene una longitud de unos 34 km. Nace en la sierra de Almijara, en el paraje de Cortijos del Nacimiento, ubicado a unos 12 km al sureste de la localidad de Alhama de Granada, dentro del parque natural de las Sierras de Tejeda, Almijara y Alhama. En su curso alto recibe los afluentes de barranco de los Chozones, barranco de la Cuesta del Rayo y barranco de Agüellaguerra. Después el río desemboca en la presa del río Alhama y a continuación fluye en un desfiladero en semicírculo alrededor de Alhama de Granada. El río continúa hacia Santa Cruz del Comercio y hacia su desemboca en el río Cacín junto a la localidad de Moraleda de Zafayona y poco antes de la confluencia del Cacín con el río Genil.

## Flora y fauna
Debido a su caudal permanente de aguas frías y puras, sostiene una abundante población de trucha común y un valioso ecosistema de ribera, abundante en fauna y flora.

## Patrimonio
El cañón de los Tajos de Alhama ha sido catalogado como Paisaje Sobresaliente en el Catálogo General del Patrimonio Histórico Andaluz por sus valores naturales y su paisaje de antiguos molinos harineros que aprovechaban la fuerza del agua del río. Además, sus aguas son consideradas minero-medicinales por lo que existe un balneario ya conocido desde la antigüedad.